# Rhodnius prolixus
Rhodnius prolixus é um triatomíneo (inseto hematófago que pertence à subfamília dos Triatomiíneos, família Reduviídeos, ordem Hemípteros) conhecido por ser o segundo mais importante transmissor da doença de Chagas. Este inseto, vulgarmente denominado "barbeiro", "bicho-barbeiro" ou "chupança", já foi encontrado em várias partes do Brasil:

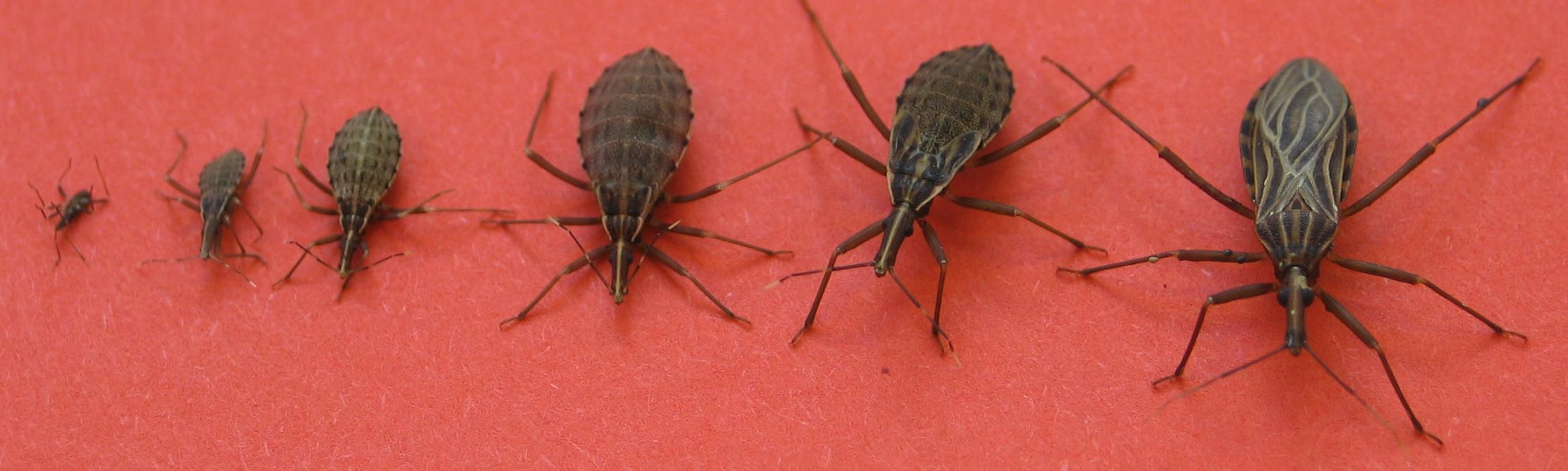
Rhodnius prolixus - (shows range of nymph stages through to adult)

- Amazônia[2]
- Rio de Janeiro[3]
- Região Central[4]
- São Paulo[5]